# Шліховий метод

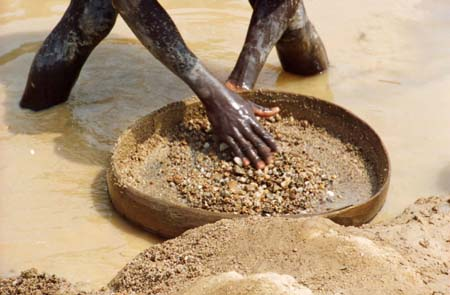
Розробка розсипного родовища алмазів у Сьєрра-Леоне із застосуванням промивки.

Шліховий метод — метод пошуків і розвідки корінних і розсипних корисних копалин.

## Опис
Відбір і маршрутна промивка шліхів — концентратів важких мінералів — здійснюється майже на всіх стадіях польових геологічних досліджень. Його кінцева мета — аналіз даних про мінералогічний склад шліхів, отриманих при проведенні спеціалізованих досліджень та планомірної шліхової зйомки, що супроводжує геологознімальні та пошукові роботи різних масштабів.
Основні завдання, які вирішуються за допомогою шліхового методу, в основному, такі:
- прямі пошуки розсипів і їх корінних джерел по шляхових ореолам корисних мінералів (самородне золото, платина, каситерит, вольфрам і т д.);
- прогнозна оцінка площ по ореолах мінералів-супутників;
- розчленування і кореляція віддалених один від одного осадових товщ і горизонтів, визначення літозбірних басейнів, величин ерозійних врізів, палеогеографічні реконструкції і т. ін.

Шліховий метод вважається найдешевшим і найпростішим у пошуковій геології. Шліховий метод можна вважати одним з найдавніших методів пошуків золота, методом, яким у давні часи користувалися люди, що мали силу волі, потужну інтуїцію, але часто навіть не вміли ні читати, ні писати. За часів так званої золотої лихоманки і в Сибіру, і на Алясці, і в Каліфорнії найбільші родовища розсипного золота були відкриті способом відмивання до фракції шліха пухких або роздроблених гірських порід тільки лише за допомогою промивних лотків, кайла, лопати, таці-бутари, інтуїції, фізичної сили, завзяття та особистої хоробрості старателя.

## Області застосування
Шліховий метод застосовується для пошуків і розвідки неглибоко залеглих розсипів цінного компонента. Метод, загалом, включає в себе кілька етапів:
- відбір проб для подальшої промивки
- обробка проб до стадії шліха
- мінералогічний аналіз останнього (шліховий аналіз).

## Історія методу
Шліховий спосіб промивання уламкового матеріалу в лотках був винайдений єгиптянами . Ця технологія, ґрунтувалась на різниці питомої ваги дрібних уламків гірських порід і металу: на дно лотка осідали важкі мінерали (шліх), в тому числі золоті крупинки, а більш легкі мінерали видалялися водою під час рухів лотка.
Перша операція промивання полягала в замочуванні й перемішуванні взятої проби, при цьому мул і завислі глинисті частинки зносила вода потоку. Одночасно руками намацували значні уламки (гальку, щебінь), затим роздивлялись їх, щоб не проґавити самородок. Коли в лотку залишалася лише піщано-гравійна фракція, його трохи нахиляли від себе й надавали зворотно-поступального руху, що вело до активного перемішування суміші. В результаті — уламки мінералів розподілялися за питомою вагою, причому більш легкі поступово зміщувались до краю лотка й зривалися з нього, а більш важкі (у тому числі й золото) осідали в центральній частині. Таким чином вдавалося збагатити пробу в сотні разів. Простота промивальних приладів й старательських навичок зовсім не означала, що спосіб промивання був очевидним для кожного, хто починав пошуки золота чи збагачення руд. Навпаки, його ретельно приховували, з часом втрачали й знов «винаходили» в Середньовіччі, а потім у XVIII ст.